# Nomorhamphus brembachi
Nomorhamphus brembachi is een straalvinnige vissensoort uit de familie van de Zenarchopterida. De wetenschappelijke naam van de soort is voor het eerst geldig gepubliceerd in 1978 door Vogt.